# Gleisgeometrie

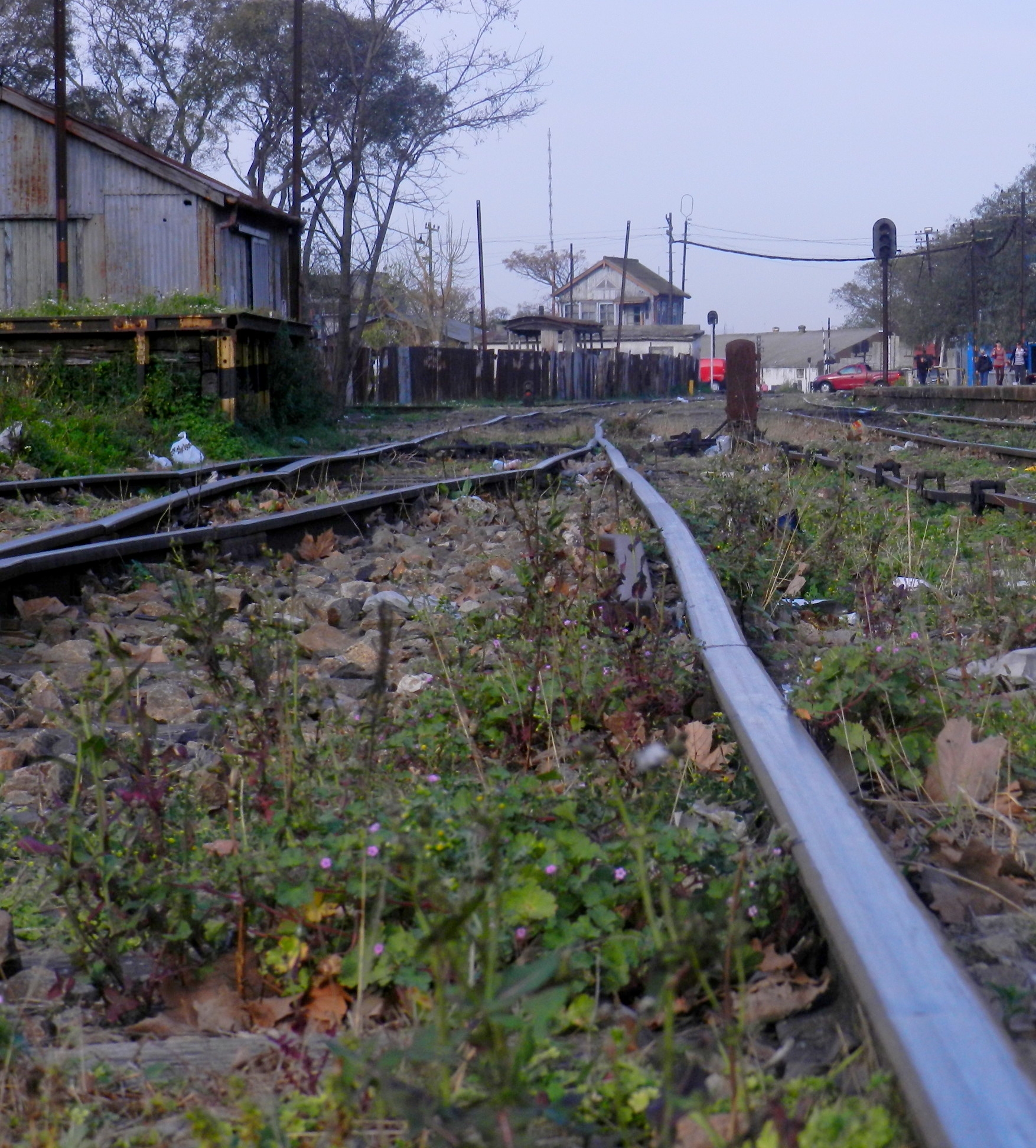
Weiche mit deutlich sichtbaren Gleislagefehlern der Längshöhe und der Richtung

Der Begriff Gleisgeometrie beschreibt die wesentlichen geometrische Kenngrößen eines Gleises sowie die Lage des Gleises relativ zu sich selbst. Im Gegensatz dazu wird mit der Trassierung (oder Linienführung) die absolute Lage des Gleises im Raum beschrieben, bezogen auf Referenzpunkte der Vermessung. Während der Nutzungsdauer eines Gleises wird die im Betrieb gemessene Gleisgeometrie oft als Gleislage bezeichnet. Abweichungen von der Solllage der Gleisgeometrie sind sogenannte Gleislagefehler.

## Parameter
Die Norm EN 13848-1 definiert die verschiedenen Parameter der Gleisgeometrie.

### Spurweite
Die Spurweite bezeichnet den inneren Abstand der beiden Schienenköpfe eines Gleises. Im Kontext der Gleisgeometrie ist damit immer der effektive Messwert gemeint, nicht die Nennspurweite des Gleises.

### Längshöhe
Die Längshöhe beschreibt die Welligkeit eines Gleises, die Abweichung der Position der Schienenoberkante von der geglätteten vertikalen Lage. Dabei werden unterschiedliche Wellenlängenbereiche ausgewertet. Die Längshöhe wird üblicherweise für beide Schienen eines Gleises separat gemessen.

### Überhöhung
Die Überhöhung bezeichnet die Höhendifferenz beider Schienen eines Gleises bezogen auf die Horizontale. Im Betrieb eines Gleises wird die gemessene Überhöhung verglichen mit deren Sollwert aus der festgelegten Trassierung.

### Verwindung
Die Verwindung ist die Änderung der Überhöhung pro Längeneinheit. Sie wird angegeben in Millimeter Überhöhungsänderung pro Gleislänge in Metern, oder als äquivalenter Wert in Promille. Für die Verwindung werden Wellenlängen im Bereich von 2 m (Entspricht ungefähr dem minimalen Achsabstand eines Drehgestells) bis zu 20 m (entspricht ungefähr der größtmöglichen Länge eines zweiachsigen Eisenbahnfahrzeuges) betrachtet. Eine zu große Verwindung kann zu einer Entgleisung führen, wenn dadurch die Räder des Schienenfahrzeugs einseitig angehoben werden und damit der Spurkranz die seitliche Führung durch die Schiene verliert.

### Richtung
Die Richtung beschreibt die Abweichung der Position des Schienenkopfes von der geglätteten horizontalen Lage. Sie entspricht der Pfeilhöhe und ist in Querrichtung zur Schienenlängsachse das Pendant der Längshöhe in vertikaler Richtung. Auch hier werden unterschiedliche Wellenlängenbereiche betrachtet und jede Schiene wird separat gemessen. Eine Gleisverwerfung ist ein sehr deutlicher Richtungsfehler in beiden Schienen.

### Mittlere Spurweite über 100 m
Zusätzlich zur Spurweite als Einzelwert an einer bestimmten Stelle im Gleis wird auch deren gleitender Mittelwert über 100 m als Parameter im Betrieb überwacht. Diese Messgröße hat einen großen Einfluss auf die äquivalente Konizität, ist aber messtechnisch einfacher zugänglich.

### Standardabweichung von Längshöhe und Richtung
Die Standardabweichung von Längshöhe und Richtung, beispielsweise über 200 m ausgewertet, geben einen Kennwert zum allgemeinen Zustand eines Gleises. Wenn die Standardabweichungen zu groß werden, kann die Gleislage durch Stopfen wieder instand gesetzt werden.

### Schienenneigung
Die Einbauneigung der Schiene hat keine normativ festgelegten Toleranzen, wird aber im Betrieb trotzdem überwacht, da sie einen wesentlichen Einfluss auf die Berührgeometrie zwischen Rad und Schiene und somit auf den Sinuslauf der Radsätze hat.

## Messung

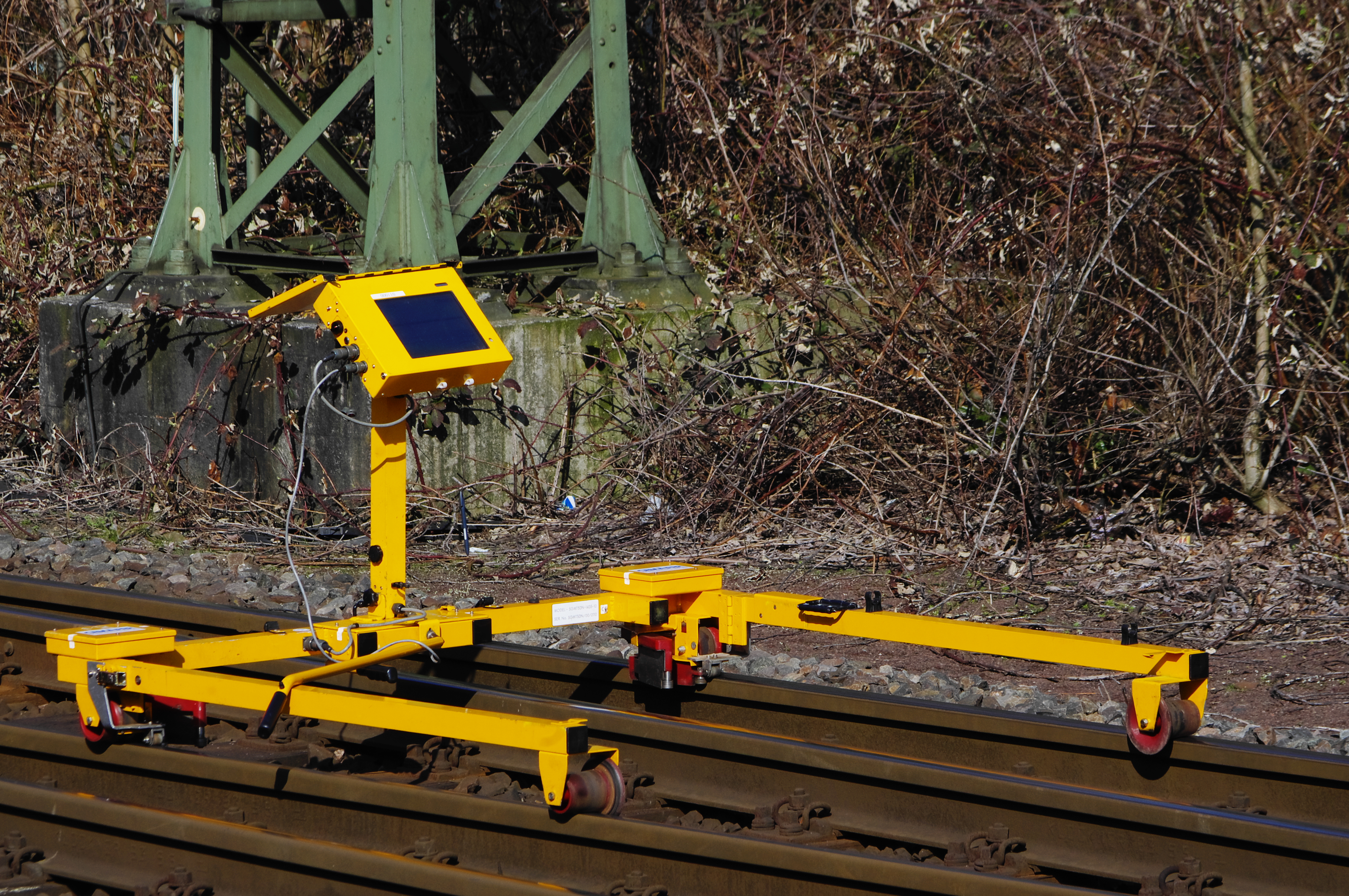
Handgeführter Rollwagen zur unbelasteten Messung der Gleisgeometrie

Die Messung der Gleislage erfolgt üblicherweise mit Gleismesswagen. Dabei ist das Gleis durch das Gewicht des Fahrzeuges belastet. So wird im Gegensatz zu einer unbelasteten Messung die effektiv beim Befahren vorhandene Gleislage ermittelt. Ältere Messfahrzeuge verfügen meist über Sehnenmessung, neuere über Inertialsysteme. Für Abnahmemessungen nach Gleisarbeiten sind Messsysteme auf Gleisbaumaschinen verbaut. Unbelastete Messungen werden typischerweise mit tragbaren Messsystemen ermittelt, die von einem Bediener per Hand im Gleis bewegt werden. Eine einfache Ermittlung durch die Bestimmung der Pfeilhöhe beispielsweise mit einem Gliedermaßstab ist für einige Messparameter ebenfalls möglich.

## Grenzwerte
Für die einzelnen Parameter der Gleisgeometrie existieren üblicherweise verschiedene Grenzwertstufen. Einige davon sind in EN 13848-5 festgelegt.
Bautoleranz
Wert, der bei einem neu gebauten Gleis zu erreichen ist.
Abnahmetoleranz
Wert, der nach Unterhaltsarbeiten an einem in Betrieb stehenden Gleis zu erreichen ist. Dieser Wert kann der Bautoleranz entsprechen, muss aber nicht. Bei einem Gleis, das schon mehrere Jahre oder Jahrzehnte genutzt wird kann es vorkommen, dass ehemals gültige Bautoleranzen nach Unterhaltsarbeiten, verschleißbedingt nicht mehr erreicht werden können. Abnahmetoleranzen nach Stopfarbeiten sind beispielsweise in EN 13231-1 geregelt.
Aufmerksamkeitsschwelle
Wert, bei dem in absehbarer Zeit Unterhaltsarbeiten fällig werden. Falls beispielsweise in der Nähe gleichartige Arbeiten durchgeführt werden oder der betreffende Abschnitt wegen anderer Arbeiten gesperrt werden muss, ist es sinnvoll, einen Abschnitt über der Aufmerksamkeitsschwelle ebenfalls mit zu bearbeiten.
Eingriffsschwelle
Wert, bei welchem Unterhaltsmassnahmen eingeplant werden müssen, um das Gleis weiterhin in der vorgesehenen Form betrieblich nutzen zu können, ohne die Betriebssicherheit zu gefährden.
Soforteingriffsschwelle
Wert, bei dem unmittelbar gehandelt werden muss. Die Behebung kann unter Umständen im Störungsmodus erforderlich sein. Bis zur Behebung des Mangels kann eine betriebliche Maßnahme notwendig werden (vorübergehende Langsamfahrstelle oder Gleisperrung). Werden Grenzwerte überschritten, ist der betreffende Abschnitt sofort zu sperren.
Die verschiedenen Infrastrukturbetreiber legen üblicherweise eigene Grenzwertstufen fest, die nicht zwingend mit denjenigen der Normen übereinstimmen müssen.